# Marco Popílio Lenas (cônsul em 173 a.C.)
Marco Popílio Lenas (em latim: Marcus Popillius Laenas) foi um político da gente Popília da República Romana eleito cônsul em 173 a.C. com Lúcio Postúmio Albino. Marco Popílio Lenas, cônsul em 139 a.C., era seu filho.

## Primeiros anos
Foi eleito pretor em 176 a.C. e recebeu a Sardenha e optou, para não estorvar os sucessos militares que o propretor Tito Ebúcio, estava obtendo, não seguir para lá. Um novo líder precisaria tempo para se adaptar à situação, o qual teria suposto a perda de um tempo precioso.

## Consulado (173 a.C.)
Foi eleito cônsul em 173 a.C. com Lúcio Postúmio Albino e recebeu a Ligúria como província consular, para onde seguiu para combater os estacielos, uma tribo lígure. Dirigiu suas tropas numa sangrenta batalha na cidade de Caristo, que terminou quando Popílio lançou a sua cavalaria e esta foi capaz de romper as linhas inimigas. A própria cavalaria matou muitos dos inimigos que fugiam para a sua cidade e, segundo Lívio, os romanos mataram cerca de 10 000 inimigos e capturaram outros 700, perdendo cerca de 3 000 homens na batalha. Os lígures que sobreviveram renderam-se esperando clemência por parte de Popílio. Este, porém, destruiu sua cidade e vendeu-os todos como escravos.
O Senado Romano indignou-se ao ficar sabendo dos acontecimentos e o tratamento dispendido a pessoas que não tomaram as armas contra Roma e que haviam sido apenas atacadas sem provocação. Exigiu que Popílio retornasse os lígures aos seus lares e que devolvesse as suas propriedades, mas o próprio Popílio indignou-se por essa exigência e recusou obedecer o Senado. Pelo contrário, voltou para Roma para enfrentar os senadores e argumentou que deveria ter recebido agradecimentos em lugar de ordens de devolver a pilhagem aos vencidos. Muitos senadores voltaram a atacar as suas ações e Popílio voltou para a sua província sem conseguir conseguir aliados no senado.

## Anos finais
No ano seguinte, Popílio continuou com as suas campanhas de agressão contra os estacielos, matando outros 6 000 homens em combate. Suas ações provocaram uma revolta geral por parte dos lígures e o Senado emitiu um decreto que estabelecia que qualquer um que impedisse a libertação de um estacielos seria processado. Popílio, pela sua vez, recusou voltar para Roma até um tribuno da plebe ameaçar julgá-lo in absentia. Popílio foi julgado e só não foi condenado graças à influência do seu irmão, o cônsul Caio Popílio Lenas, e do restante da família.
Em 169 a.C., foi legado do cônsul Quinto Márcio Filipo na guerra contra os macedônios do rei Perseu.
Apesar de toda a polêmica derivada das suas ações contra os lígures, Popílio seria eleito censor em 159 a.C. com Públio Cornélio Cipião Násica Córculo.